# Ільїнка (Новокузнецький район)
Ільї́нка (рос. Ильинка) — село у складі Новокузнецького району Кемеровської області, Росія. Входить до складу Красулинського сільського поселення.
Стара назва — Ільїнське.

## Населення
Населення — 1708 осіб (2010; 1725 у 2002).
Національний склад (станом на 2002 рік):
- росіяни — 95 %